# Molecular Pharmacology
Molecular Pharmacology, abgekürzt Mol. Pharmacol., ist eine wissenschaftliche Zeitschrift, die von der American Society for Pharmacology and Experimental Therapeutics veröffentlicht wird. Die erste Ausgabe erschien im Juli 1965. Die Zeitschrift erscheint monatlich.
Es werden Arbeiten veröffentlicht, die Biochemie, Biophysik, Genetik und Molekularbiologie mit innovativer pharmakologischer Forschung verbinden, um Grundlagen der Pharmakologie und Toxikologie aufzuklären. Zu den wichtigen Gebieten gehören u. a. Fremdstoffmetabolismus, Antibiotika- und Antitumorwirkungen.
Der Impact Factor lag im Jahr 2014 bei 4,128. Nach der Statistik des ISI Web of Knowledge wird das Journal mit diesem Impact Factor in der Kategorie Pharmakologie und Pharmazie an 38. Stelle von 254 Zeitschriften geführt.
Chefherausgeber ist Stephen F. Traynelis, (Emory University, Druid Hills, Georgia, USA).